# William Harrison Ainsworth
William Harrison Ainsworth (Manchester, 4 de febrer de 1805 - Reigate, Surrey, 30 de gener de 1882) fou un novel·lista anglès.
Començà a donar-se a conèixer amb articles periodístics, que tingueren molta acceptació. Fundà un diari en la seva vila nadiua, però sentint-se reduït en aquell ambient, es traslladà a Londres, on llavors començà una vida d'activitat intel·lectual prodigiosa. Pot dir-se que fou el més fecund dels novel·listes del seu temps.
Durant quaranta anys va escriure obres molt interessants. Les principals són:
- Sir John Chiverton
- Roodwook. Obra que tracta de Dick Turpin, famós lladre de camins, i de la seva egua Black Bess.
- Crischton
- Guy Fawker
- Jacob II
- La filla de l'avar
- La catedral de Sant Pau
- La cort de la Reina
- La torre de Londres
- La maga de Lancashire
- El conestable de la Torre
- El lord Corregidor de Londres
- El cardenal Pòle
- Carles Estuard a Madrid
- El combat dels trenta

i moltes altres.
En algunes de les seves novel·les hi va col·laborar el caricaturista George Cruikshank.